# چانگویی (بازیکن فوتبال)
چانگویی (انگلیسی: Changui؛ زادهٔ ۱۰ آوریل ۱۹۷۷) بازیکن فوتبال اهل اسپانیا است.
از باشگاه‌هایی که در آن بازی کرده‌است می‌توان به باشگاه فوتبال کامپوستلا، باشگاه فوتبال لاس پالماس، باشگاه فوتبال دپورتیوو لاکرونیا، و باشگاه فوتبال الچه اشاره کرد.